# Robert Schultzberg
Robert Schultzberg (ur. 3 stycznia 1975 w Genewie) – pierwszy perkusista Placebo, zaproszony do zespołu przez Stefana Olsdala. 
Przy udziale Schultzberga zostało nagrane pierwsze studyjne demo oraz debiutancka płyta. Oprócz perkusji grał na didgeridoo. Opuścił grupę we wrześniu 1996 roku z powodu różnic charakterów i odmiennej wizji artystycznej, jeszcze przed nagraniem drugiej płyty, kiedy zastąpił go Steven Hewitt.